# 御影瑛路
御影 瑛路（みかげ えいじ、1983年7月27日 - ）は、日本の小説家、ライトノベル作家。作家を目指すために日本大学理工学部を中退、当時執筆中であった『僕らはどこにも開かない』でデビュー。

## 受賞歴
- 第11回電撃小説大賞最終選考候補『僕らはどこにも開かない』

## 作品リスト

### 小説

#### 電撃文庫刊
- 僕らはどこにも開かない（2005年5月25日発売、ISBN 4-8402-3040-4）
- 神栖麗奈シリーズ（全2巻）
  - 神栖麗奈は此処にいる （2005年12月発売、ISBN 4-8402-3238-5）
  - 神栖麗奈は此処に散る （2006年1月発売、ISBN 4-8402-3267-9）
- 空ろの箱と零のマリアシリーズ（挿画：415（1巻）・鉄雄（2巻以降）、全7巻）
  - 空ろの箱と零のマリア （2009年1月10日発売、ISBN 978-4-04-867461-4）
  - 空ろの箱と零のマリア 2 （2009年9月10日発売、ISBN 978-4-04-868012-7）
  - 空ろの箱と零のマリア 3 （2010年1月10日発売、ISBN 978-4-04-868275-6）
  - 空ろの箱と零のマリア 4 （2010年6月10日発売、ISBN 978-4-04-868595-5）
  - 空ろの箱と零のマリア 5 （2012年7月10日発売、ISBN 978-4-04-886733-7）
  - 空ろの箱と零のマリア 6 （2013年1月10日発売、ISBN 978-4-04-891251-8）
  - 空ろの箱と零のマリア 7 （2015年6月10日発売、ISBN 978-4-04-865193-6）
- あなたが泣くまで踏むのをやめない!シリーズ（挿画：nyanya、全2巻）
  - あなたが泣くまで踏むのをやめない! （2011年7月10日発売、ISBN 978-4-04-870694-0）
  - あなたが踏むまで泣くのをやめない!! （2012年1月10日発売、ISBN 978-4-04-886243-1）
- Fランクの暴君シリーズ（挿画：南方純、全2巻）
  - Fランクの暴君1 ―堕ちた天才の凱旋― （2013年4月10日発売、ISBN 978-4-04-891530-4）
  - Fランクの暴君2 ―天才の華麗なる暴虐― （2013年10月10日発売、ISBN 978-4-04-866006-8）
- 僕らは魔法少女の中シリーズ（挿画：えいひ、全2巻）
  - 僕らは魔法少女の中 ―in a magic girl's garden― （2014年5月10日発売、ISBN 978-4-04-866530-8）
  - 僕らは魔法少女の中2 ―in a magic girl's garden― （2014年11月8日発売、ISBN 978-4-04-866772-2）
- 僕らはどこにも開かない‐There are no facts,only interpretations.‐（改稿・新装版、挿画：安倍吉俊、2016年11月10日発売、ISBN 978-4-04-892488-7）
- 利他的なマリー（挿画：有坂あこ、2019年3月9日発売、ISBN 978-4-04-912269-5）

#### メディアワークス文庫刊
- 恋する殺人オーディション（2016年3月25日発売、ISBN 978-4-04-865588-0）
- 魔界探偵 冥王星Oシリーズのうち1作 （越前魔太郎名義）

#### 講談社タイガ刊
- 殺人鬼探偵の捏造美学 （2017年11月22日発売、ISBN 978-4-06-294096-2）

#### アンソロジー収録作品
- 「量産型彼女、初音レイ」 (『電撃コラボレーション フユコイ ―彼女たちの言えない事情―』（『電撃文庫MAGAZINE』2014年1月号付録文庫）収録)
- 「無事女子にフラれる、夏」 (『ショートストーリーズ 僕とキミの15センチ』2017年10月30日発売、ISBN 978-4-04-734747-2 収録)

### 漫画原作
- Re:Re:素晴らしい世界（漫画：HUILAMSI、タテスクコミック連載、2023年8月30日 - ）
  - Re:Re:素晴らしい世界 1（2023年9月22日発売、ISBN 978-4-04-682755-5）

### ASMR
- 日変わりカノジョ|7つの性格で一週間毎日癒やされてみませんか?（共作：五十嵐雄策、声：川口莉奈、あんくりあさうんど配信、2021年12月） - シナリオ担当
- 安眠特化ボイスシリーズ - シナリオ原案・ディレクション担当
  - 初めての彼女は無気力ダウナー系が気持ちいい。（声：土屋李央、だらだらボイス配信、	2023年11月）
  - 保健室の姫君は、ぐうたら共依存が気持ちいい。（声：山根綺、だらだらボイス配信、2024年10月）